# Biarum eximium
Biarum eximium là một loài thực vật có hoa trong họ Ráy (Araceae). Loài này được (Schott & Kotschy) Engl. mô tả khoa học đầu tiên năm 1879.